# Kōhei Hayashi
Kōhei Hayashi (jap. 林 晃平, Hayashi Kōhei; * 27. Juni 1978 in der Präfektur Yamaguchi) ist ein ehemaliger japanischer Fußballspieler.

## Karriere
Hayashi erlernte das Fußballspielen in der Schulmannschaft der Takigawa Daini High School. Seinen ersten Vertrag unterschrieb er 1997 bei Gamba Osaka. Der Verein spielte in der höchsten Liga des Landes, der J1 League. Im September 1999 wurde er an den Zweitligisten Consadole Sapporo ausgeliehen. 2000 kehrte er zu Gamba Osaka zurück. 2001 wechselte er zum Zweitligisten Kawasaki Frontale. Für den Verein absolvierte er 52 Spiele. 200 wechselte er zum Ligakonkurrenten Montedio Yamagata. Für den Verein absolvierte er 127 Spiele. Ende 2007 beendete er seine Karriere als Fußballspieler.